# مايكل جود بيرنز
مايكل جود بيرنز (بالإنجليزية: Michael J. Byrnes) هو كاهن كاثوليكي أمريكي، ولد في 23 أغسطس 1958 في ديترويت في الولايات المتحدة.